# أبو بكر بن الحسين المراغي
أبو بكر بن الحسين المراغي (727هـ/1327م - 816هـ/1414م) هو أبو بكر بن الحسين بن عمر، القرشي العبشمي الأموي العثماني، زين الدين، وكنيته أبو محمد ويقال اسمه «عبد الله» والمشهور «أبو بكر» المصري الشافعيّ المراغي. مؤرخ مصري. ترجم له الزركلي في الأعلام قائلًا: «مؤرخ ولد بالقاهرة وقرأ واشتهر، وتحول إلى المدينة فاستوطنها نحو 50 سنة، وولي قضاءها وخطابتها وإمامتها سنة 809 وصرف بعد سنة ونصف، وأقام بمكة سنتين، ومات بالمدينة.».

## المؤلفات
من مؤلفاته:
- تحقيق النصرة بتلخيص معالم دار الهجرة، في تاريخ المدينة، أنجزه سنة 766 هـ.
- روائح الزهر، اختصر به الزهر الباسم، في السيرة النبويّة، لمغلطاي.
- الوافي، أكمل به شرح شيخه الإسنوي للمنهاج.